# Symbolophorus
Symbolophorus is een geslacht van straalvinnige vissen uit de familie van lantaarnvissen (Myctophidae).

## Soorten
- Symbolophorus barnardi Tåning, 1932
- Symbolophorus boops Richardson, 1845
- Symbolophorus californiensis Eigenmann & Eigenmann, 1889
- Symbolophorus evermanni Gilbert, 1905
- Symbolophorus kreffti Hulley, 1981
- Symbolophorus reversus Gago & Ricord, 2005
- Symbolophorus rufinus Tåning, 1928
- Symbolophorus veranyi Moreau, 1888